# Râul Vâna
Râul Vâna este un mic curs de apă, afluent al râului Șurgani, din bazinul Timiș. Râul care traversează cartierul Corneanț din localitatea Chevereșu Mare este un fost braț al râului Șurgani, abandonat în momentul executării lucrărilor de regularizare a acestuia. 

## Hărți
- Harta județului Timiș